# Йоганн Шлезвіг-Гольштейн-Зондербург-Глюксбурзький
Йоганн Шлезвіг-Гольштейн-Зондербург-Глюксбурзький, також Ганс (нім. Johann von Schleswig-Holstein-Sonderburg-Glücksburg, 5 грудня 1825 — 27 травня 1911) — принц Шлезвіг-Гольштейн-Зондербург-Глюксбурзький з династії Глюксбургів, син першого герцога  Шлезвіг-Гольштейн-Зондербург-Глюксбурзького Фрідріха Вільгельма та принцеси Гессен-Кассельської Луїзи Кароліни, молодший брат короля Данії Крістіана IX. Регент Грецького королівства у 1867 році, під час подорожі Георга I європейськими країнами. Кавалер ордену Слона.

## Біографія
Йоганн народився 5 грудня 1825 року у Готторпському палаці, що на острові посеред озера Бурґзеє у Шлезвігу. Він став шостим сином та дев'ятою дитиною в родині першого герцога  Шлезвіг-Гольштейн-Зондербург-Глюксбурзького Фрідріха Вільгельма та його дружини Луїзи Кароліни Гессен-Кассельської. Батько отримав цей титул, коли дружина була вагітна Йоганном.
Новонароджений отримав своє ім'я на честь Ганса Молодшого, сина короля Данії Крістіана III та засновника Шлезвіг-Гольштейн-Зондербурзької лінії династії. Хлопчик мав старших сестер Марію, Фредеріку та Луїзу та братів Карла, Фрідріха, Вільгельма, Крістіана та Юлія. За три роки з'явився молодший — Ніколаус.
Батько пішов з життя, коли сину було п'ять. Матір сприяла тому, щоб діти отримали гарну освіту. Дитинство Йоганна пройшло майже виключно у родинних замках: Готторпському, Глюксбурзькому, Кільському та Луїзенлунді, де він отримав цілком німецьке виховання.
Згідно бажання короля Данії Крістіана VIII, у віці 16 років Йоганн розпочав військову службу, вступивши у 1842 до лав прусської армії. Того ж року він здав екзамен на звання офіцера в Берліні та був призначений унтер-лейтенантом у 27-й прусський піхотний полк у Магдебурзі.
У 1844—1846 роках принц навчався у Боннському університеті.
1847-го продовжив військову кар'єру в Берліні, приєднавшись до полку прусських драгун. За кілька років Йоганн дослужився до чину ротмістра кавалерії, яке отримав у 1854. Наступного року він став майором. Після цього відбув до Данії, де його брата було обрано кронпринцем.
В Данії він, час від часу, виконував різні дипломатичні доручення та дослужився до посади орденсканцлера.
У березні 1863 року його небожа Георга було обрано королем Еллінів. А в листопаді — брат Крістіан посів данський престол. 9 березня 1864 Йоганн був нагороджений вищою нагородою Данії — орденом Слона.
У квітні 1867 Георг відбув із Грецького королівства у турне європейськими столицями, з метою знайти собі наречену. Регентом країни, замість себе, він залишив Йоганна Шлезвіг-Гольштейн-Зондербург-Глюксбурзького. В листопаді король повернувся із молодою дружиною Ольгою Костянтинівною, уродженою великою княжною Російської імперії. За цей час регента Йоганна встигло полюбити місцеве населення. Свою місію він виконав успішно.
Принц затято цікавився історією і залишив щоденники, що мають багато корисних відомостей щодо політики династії Глюксбургів у 1860-х.
Йоганн жив холостяком і помер бездітним у Жовтому палаці Амалієнборгу в Копенгагені 27 травня 1911. Він пережив усіх братів та сестер та пішов з життя у віці 85 років під час правління небожа Фредеріка VIII. Поховали принца у склепінні Крістіана VI в Роскілльському соборі. Там же покоїться його брат Вільгельм.

## Цікавинки
- Йоганна можна побачити у кількох документальних стрічках початку ХХ століття.[5]